# Bonnefontaine (Jura)
Bonnefontaine – miejscowość i gmina we Francji, w regionie Burgundia-Franche-Comté, w departamencie Jura.
Według danych na rok 1990 gminę zamieszkiwało 98 osób, a gęstość zaludnienia wynosiła 11 osób/km² (wśród 1786 gmin Franche-Comté Bonnefontaine plasuje się na 645. miejscu pod względem liczby ludności, natomiast pod względem powierzchni na miejscu 503.).

## Galeria

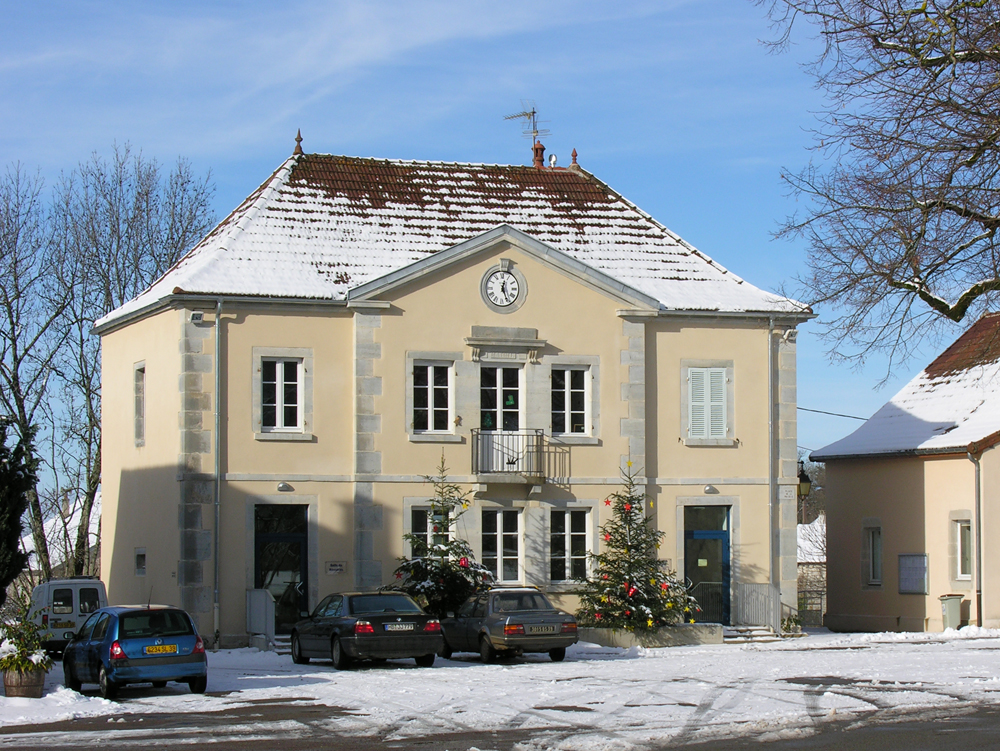
Ratusz
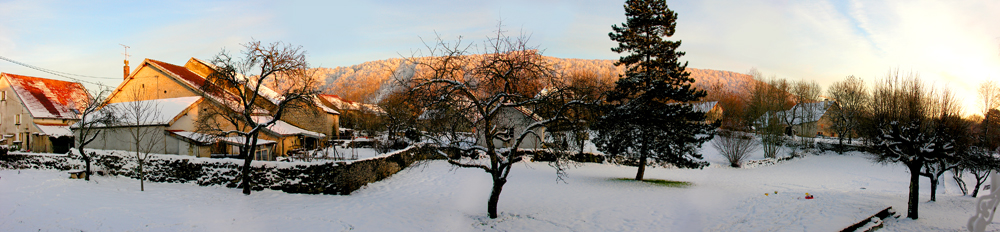
Panorama Bonnefontaine